# 哈當阿
哈當阿（穆麟德轉寫：hadangga；18世紀—1799年），蒙古正黃旗人，把岳忒氏（巴岳特），清朝軍事人物。

## 歷任
- 早年任前鋒。

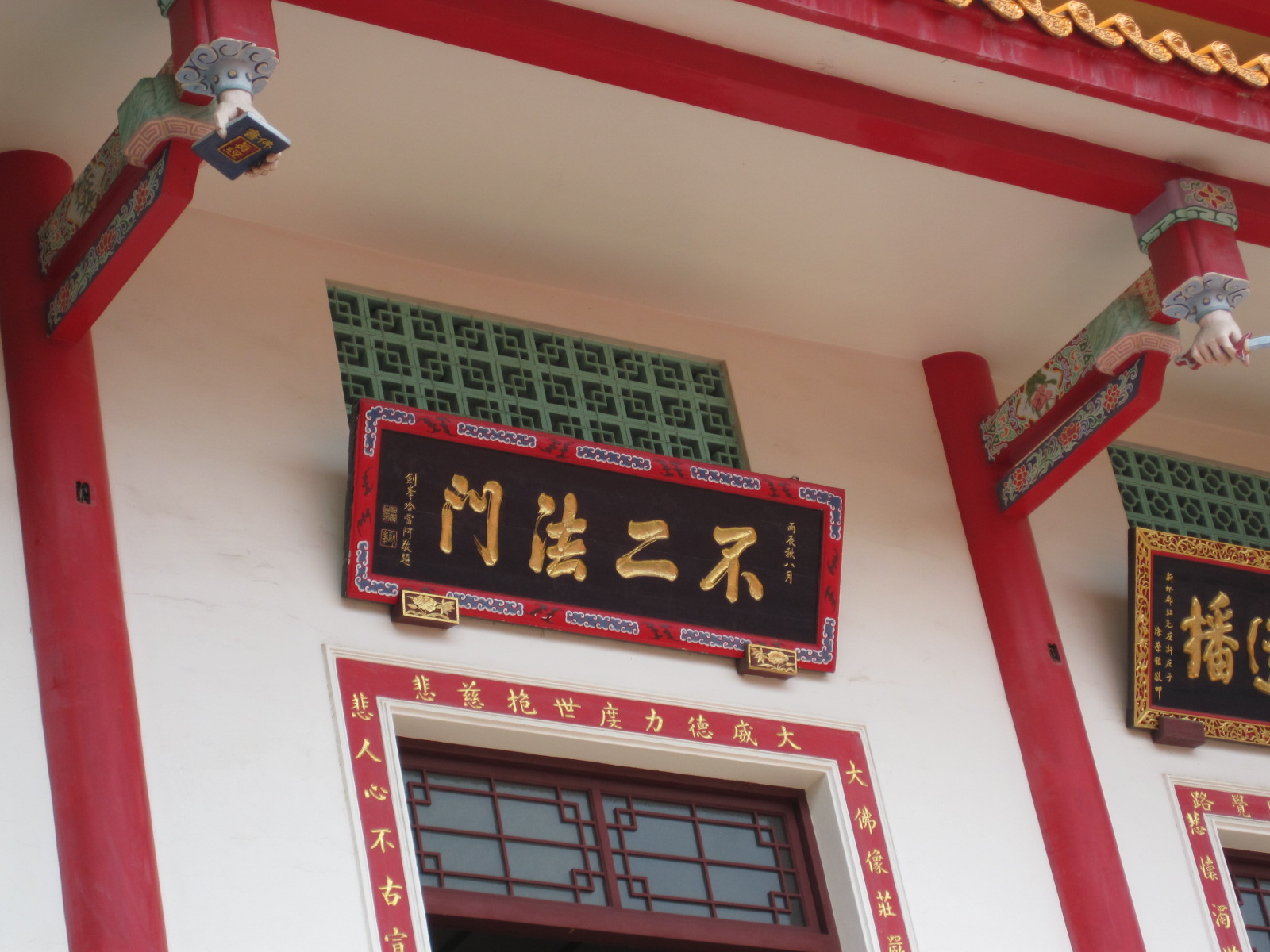
哈當阿在臺南開元寺所題獻的「不二法門」匾

- 乾隆三十六年（1771年）：前鋒，升護軍校。
- 三十八年（1773年）：護軍校，升健銳營前鋒參領。
- 四十三年（1778年）：陝甘督標右營參將。
- 四十四年（1779年）：陝甘督標右營參將，升陝西靖遠協副將。
- 四十六年（1781年）：陝西靖遠協副將，升甘肅固原鎮總兵。賜巴圖魯稱號。
- 四十九年（1784年）：甘肅固原鎮總兵，升陝西提督（固原提督）。
- 五十三年（1788年）：陝西提督，改福建水師提督。
- 五十六年（1791年）：福建水師提督，改福建陸路提督。尋回任福建水師提督，兼臺灣鎮總兵。
- 嘉慶二年（1797年）：籌建桃園壽山巖完工，奉祀觀音大士，題獻「慈帆廣濟（页面存档备份，存于）」匾。
- 嘉慶四年（1799年）：卒於福建水師提督兼臺灣鎮總兵任上。

## 事蹟
篤信佛教，嘉慶元年兼任臺灣鎮時曾將今臺南開元寺改名為「海靖寺」，並予以重修、題獻三匾
。嘉慶二年籌建壽山巖觀音寺，正式定名「壽山巖」，親題「慈航廣濟」匾額懸於正殿，而壽山巖觀音寺是為北台灣佛教寺廟內唯一擁有蒙古籍總兵所題之匾額。